# San Francisco del Monte de Oro
San Francisco del Monte de Oro ist die Hauptstadt des Departamentos Ayacucho in der Provinz San Luis im Westen Argentiniens. Sie liegt 115 Kilometer nördlich der Provinzhauptstadt San Luis in einem Tal zwischen den Sierras de San Luis und den Sierras de Socoscora. Das Tal wird vom Río San Francisco durchflossen.

## Sehenswertes

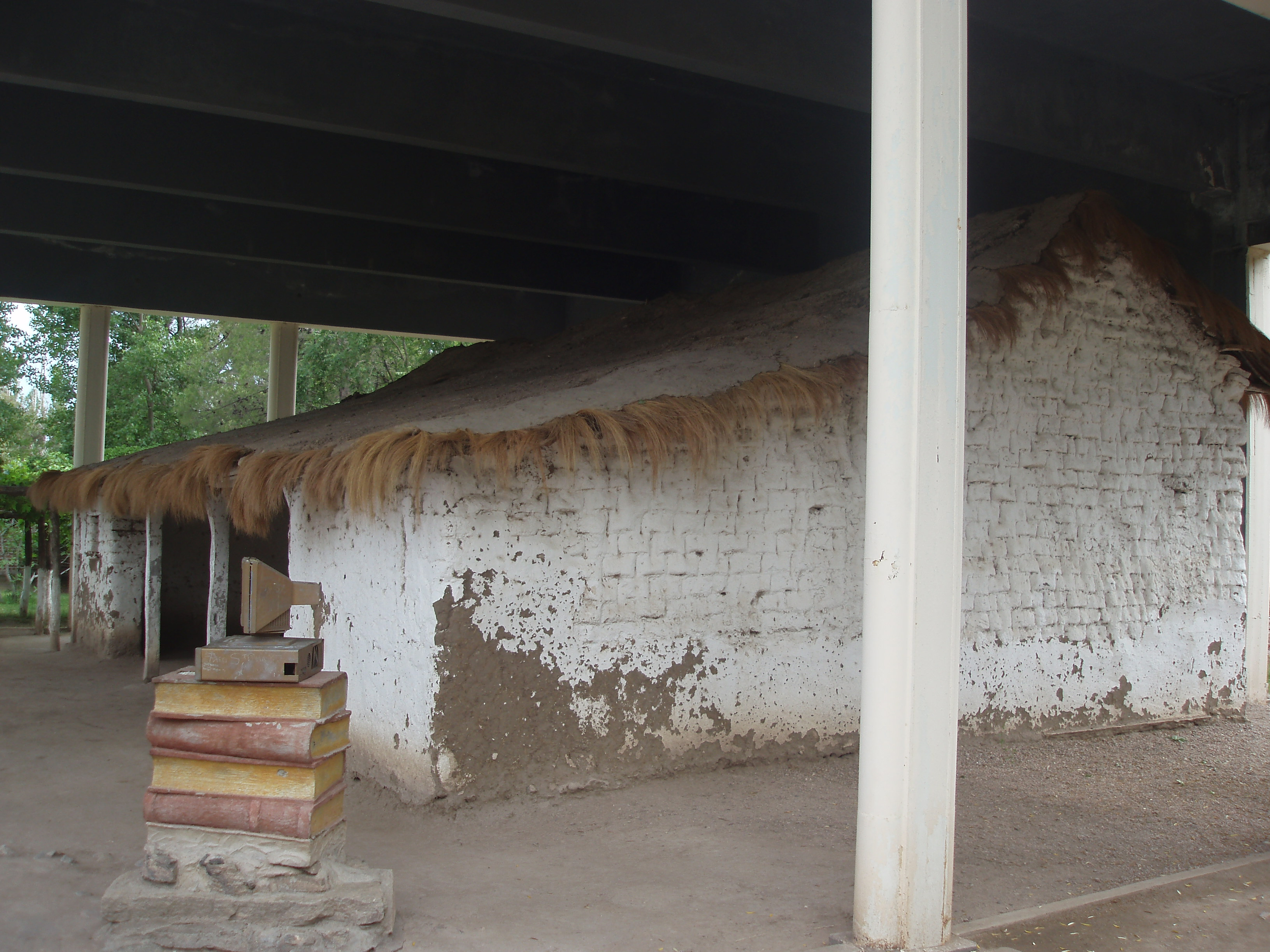
Sarmientos Schule in San Francisco

- Ranchito de Domingo Faustino Sarmiento. An einer Ecke des Platzes der Banda Sur steht als Erinnerung an den argentinischen Schriftsteller und Präsidenten Domingo Faustino Sarmiento ein kleiner strohgedeckter Ranchito aus Lehmziegeln, in dem dieser gelehrt hat.